# Свръхфлуидност
Свръхфлуидността е особено състояние на веществото, (термодинамична фаза), възникваща при температури достатъчно близки до абсолютната нула. В това състояние вискозитетът на течността става нула при което тя придобива свойството да протича през тесни процепи и капиляри без триене и всяко завихряне остава постоянно с времето без загуба на кинетична енергия. До неотдавна свръхфлуидност беше известна само при течния хелий, но напоследък е открита и при други системи: в разредени атомни бозе-кондензати. Свръхфлуидността е обект на изследване също и в астрофизиката, според чиито изводи неутронните звезди са свръхфлуидни и свръхпроводящи.